# ونستان
ونستان هي قرية في مقاطعة ورزقان، إيران. عدد سكان هذه القرية هو 245 في سنة 2006.